# UTC+09:30
| Južni poletni/severni standardni čas Morska območja | Severni poletni/južni standardni čas Standardni čas vse leto |

UTC+09:30 je časovni pas z zamikom +9 ur in 30 minut glede na univerzalni koordinirani čas (UTC). Ta čas se uporablja na naslednjih ozemljih (stanje v začetku leta 2016):

## Kot standardni čas (vse leto)

### Oceanija
- Avstralija
  - Severni teritorij

## Kot standardni čas (samo pozimi na južni polobli)
- Avstralija
  - Južna Avstralija
  - Novi Južni Wales (samo okrožje Yancowinna na skrajnem zahodu)